# Bart De Clercq
Bart De Clercq (ur. 26 sierpnia 1986 w Zottegem) – belgijski kolarz szosowy.
Największym sukcesem zawodnika jest etapowe zwycięstwo w Giro d'Italia w 2011 roku. Jego atutem była bardzo dobra jazda w górach.

## Najważniejsze zwycięstwa i sukcesy
2011
- 1. miejsce na 7. etapie Giro d'Italia

2013
- 5. miejsce w Vuelta a Andalucía

2015
- 2. miejsce w Tour de Pologne
  - 1. miejsce na 5. etapie
  - koszulka lidera przez 1 etap